# Le Ménil-Ciboult
Le Ménil-Ciboult település Franciaországban, Orne megyében. Lakosainak száma 117 fő (2022. január 1.). Le Ménil-Ciboult Saint-Christophe-de-Chaulieu, Saint-Quentin-les-Chardonnets, Tinchebray-Bocage és Vire-Normandie községekkel határos.

## Népesség
A település népességének változása:
| Lakosok száma | 131  | 136  | 130  | 121  | 114  | 112  | 111  | 109  | 117  |
|               | 2013 | 2015 | 2016 | 2017 | 2018 | 2019 | 2020 | 2021 | 2022 |